# Emil Mihajlov
Emil Mihajlov (in bulgaro Емил Михайлов?; Sofia, 14 maggio 1943 – dicembre 2010) è stato un cestista bulgaro.

## Carriera
Con la Bulgaria ha disputato i Giochi olimpici di Città del Messico 1968 e due edizioni dei Campionati europei (1965, 1967).